# Michael Burston
Michael Burston, známý jako Würzel (23. října 1949, Cheltenham, Anglie - 9. července 2011) byl anglický heavy metalový kytarista a zpěvák, známý především jako člen skupiny Motörhead v letech 1984-1995.

## Diskografie

### Sólová
- Bess (1987)
- Chill Out Or Die (The Ambient Album) (1998)

### Motörhead
- No Remorse (1984)
- Orgasmatron (1986)
- Rock 'n' Roll (1987)
- Nö Sleep at All (1988)
- The Birthday Party (1990)
- 1916 (1991)
- March ör Die (1992)
- Bastards (1993)
- Sacrifice (1995)
- BBC Live & In-Session (2005)